# Толисавац
Толисавац је насеље у Србији у општини Крупањ у Мачванском округу. Према попису из 2022. било је 389 становника. У атару села се налазе остаци утврђеног града и заштићени културни објекат Кућа у селу Толисавцу.

## Демографија
У насељу Толисавац живи 556 пунолетних становника, а просечна старост становништва износи 42,9 година (42,2 код мушкараца и 43,7 код жена). У насељу има 191 домаћинство, а просечан број чланова по домаћинству је 3,49.
Ово насеље је у потпуности насељено Србима (према попису из 2002. године), а у последња три пописа, примећен је пад у броју становника.
|  |

| Демографија | Демографија | Демографија |
| Година      | Становника  | Становника  |
| ----------- | ----------- | ----------- |
| 1948.       | 1.144       |             |
| 1953.       | 1.179       |             |
| 1961.       | 1.052       |             |
| 1971.       | 964         |             |
| 1981.       | 844         |             |
| 1991.       | 824         | 821         |
| 2002.       | 667         | 670         |

| Етнички састав према попису из 2002.‍ | Етнички састав према попису из 2002.‍ | Етнички састав према попису из 2002.‍ | Етнички састав према попису из 2002.‍ | Етнички састав према попису из 2002.‍ |
| ------------------------------------ | ------------------------------------ | ------------------------------------ | ------------------------------------ | ------------------------------------ |
|                                      |                                      |                                      |                                      |                                      |
| Срби                                 | Срби                                 |                                      | 667                                  | 100,0%                               |
| непознато                            | непознато                            |                                      | 0                                    | 0,0%                                 |

| Година пописа     | 1948. | 1953. | 1961. | 1971. | 1981. | 1991. | 2002. |
| ----------------- | ----- | ----- | ----- | ----- | ----- | ----- | ----- |
| Број домаћинстава | 170   | 170   | 188   | 191   | 192   | 197   | 191   |

| Број чланова      | 1  | 2  | 3  | 4  | 5  | 6  | 7 | 8 | 9 | 10 и више | Просек |
| ----------------- | -- | -- | -- | -- | -- | -- | - | - | - | --------- | ------ |
| Број домаћинстава | 26 | 58 | 25 | 21 | 27 | 20 | 6 | 5 | 1 | 2         | 3,49   |

| Пол    | Укупно | Неожењен/Неудата | Ожењен/Удата | Удовац/Удовица | Разведен/Разведена | Непознато |
| ------ | ------ | ---------------- | ------------ | -------------- | ------------------ | --------- |
| Мушки  | 296    | 84               | 176          | 26             | 2                  | 8         |
| Женски | 282    | 48               | 182          | 49             | 0                  | 3         |
| УКУПНО | 578    | 132              | 358          | 75             | 2                  | 11        |

| Пол    | Укупно                    | Пољопривреда, лов и шумарство | Рибарство                            | Вађење руде и камена | Прерађивачка индустрија       |
| ------ | ------------------------- | ----------------------------- | ------------------------------------ | -------------------- | ----------------------------- |
| Мушки  | 161                       | 114                           | 0                                    | 0                    | 15                            |
| Женски | 85                        | 74                            | 0                                    | 0                    | 3                             |
| УКУПНО | 246                       | 188                           | 0                                    | 0                    | 18                            |
| Пол    | Производња и снабдевање   | Грађевинарство                | Трговина                             | Хотели и ресторани   | Саобраћај, складиштење и везе |
| Мушки  | 2                         | 10                            | 2                                    | 1                    | 2                             |
| Женски | 0                         | 0                             | 1                                    | 0                    | 1                             |
| УКУПНО | 2                         | 10                            | 3                                    | 1                    | 3                             |
| Пол    | Финансијско посредовање   | Некретнине                    | Државна управа и одбрана             | Образовање           | Здравствени и социјални рад   |
| Мушки  | 0                         | 0                             | 1                                    | 3                    | 2                             |
| Женски | 0                         | 0                             | 0                                    | 2                    | 1                             |
| УКУПНО | 0                         | 0                             | 1                                    | 5                    | 3                             |
| Пол    | Остале услужне активности | Приватна домаћинства          | Екстериторијалне организације и тела | Непознато            | Непознато                     |
| Мушки  | 1                         | 0                             | 0                                    | 8                    | 8                             |
| Женски | 1                         | 0                             | 0                                    | 2                    | 2                             |
| УКУПНО | 2                         | 0                             | 0                                    | 10                   | 10                            |